# نوكيا 5.1
نوكيا 5.1 (بالإنجليزية: Nokia 5.1)‏ هو هاتف ذكي من فئة نوكيا متوسط المدى يعمل بنظام التشغيل أندرويد. تم إصداره في عام 2018 وهو خليفة هاتف نوكيا 5.

## التصميم
يتميز نوكيا 5.1 بشاشة IPS LCD بحجم 5.5 بوصة، ومعالج ميديا تك هيليو P18 بسرعة 2 جيجاهرتز مقترن بذاكرة وصول عشوائي (رام) سعة 2 أو 3 غيغابايت وكاميرا أساسية بدقة 16 ميجابكسل بالإضافة إلى كاميرا أمامية بدقة 8 ميجابكسل زاوية واسعة.
كان الجهاز مجهزًا في البداية بنظام أندرويد أوريو، ولكن يمكن تحديثه إلى أندرويد 10.

## الاستقبال
عمومًا، حصل نوكيا 5.1 على آراء إيجابية. أشاد بسيل كرونفلي من تك رادار وتروستد ريفيوز بالجهاز لتصميمه وشاشته، مع انتقاده لـ "واجهة المستخدم التي تعاني بعض الأحيان من التأخر، أداء الكاميرا المتواضع، وسماعة الصوت الأحادية ذات التوجه السفلي". كما تميز بأداء جيد في الاختبارات التي أجرتها جي إس إم آرينا، مثل عمر البطارية وأداء الكاميرا.